# Norddeutscher Lloyd
Norddeutscher Lloyd (NDL) var et rederi i Bremen, der blev grundlagt i 1857. I 1970 blev Norddeutscher Lloyd fusioneret med konkurrenten Hapag i Hamburg og herefter videreført som Hapag-Lloyd.
Norddeutscher Lloyd blev grundlagt af Hermann Henrich Meier og Eduard Crüsemann i Bremen den 20. februar 1857. Rederiet udviklede sig et af de mest betydningsfulde tyske rederier i den sidste del af 1800-tallet og begyndelsen af 1900-tallet. Rederiet var en vigtig del af Bremen og Bremerhavens økonomiske udvikling i denne periode.
Norddeutscher Lloyd stiftede i 1920 flyselskabet Lloyd Luftdienst. Dette flyselskab blev fusioneret med Hapags flyselskab under navnet Deutscher Aero Lloyd. Deutscher Aero Lloyd blev senere i 1926 fusioneret med Junkers' luftfartsselskab under navnet Lufthansa.

## Historie
Da Ocean Steam Navigation Company blev opløst, besluttede Hermann Henrich Meier og Eduard Crüsemann at stifte Norddeutscher Lloyd. Lloyd var frem til midten af 1800-tallet synonym for handelssøfart. Meier blev bestyrelsesformand og Crüseman den første direktør for aktieselskabet. Crüseman ønskede at udvide aktiviteterne fra godstransport til at omfatte passagertrafik, da udvandringen fra Tyskland og det øvrige Europa voksede kraftigt. Selskabet var endvidere aktivt indenfor skibsreparation og bugseringstjenester.
Rederiet begyndte med trafik til England, hvor det første fartøj var Adler, der gik i tjeneste i 1857. Den første sejlads gik fra Nordenham til London. 1858 begyndte linjetrafik mellem Bremerhaven og New York med damperne Bremen og New York. De komende år blev trafikken udvidet til at omfatte Baltimore og New Orleans.
Heinrich Wiegand kom under den tid som rederichef til at præge selskabets udvikling.
I tiden efter Tysklands samling og dannelsen af det Tyske Kejserrige gik Norddeutscher Lloyd ind i i en stærk ekspansionsfase. Rederiet begyndte at besejle Sydamerika og tog kampen op på Atlanten mod de store konkurrenter som Red Star Line, Hapag og Holland-Amerika Linie. En milepæl blev nået, da rederiet i 1897 søsatte damperen Kaiser Wilhelm der Große, der på daværende tidspunkt var verdens hurtigste større skib. I de følgende år søsattes damperne Kronprinz Wilhelm, Kaiser Wilhelm II og Kronprinzessin Cecilie. Tyskland kom til at dominere Atlanttrafiken i disse år med Norddeutscher Lloyd og Hapag som to af verdens største rederier.
Efter anden verdenskrig mistede rederiet det meste af sin flåde. Man begyndte herefter at udføre bugseringstjenester og oprettede et rejsebureau. I 1951 ophørte de allieredes begrænsninger af den tyske søfart, og Norddeutscher Lloyd indledte skabelsen af den nye flåde. Passagertrafikken blev genoptaget i 1955 med skibet Berlin, en ombygning af M/s Gripsholm fra 1924. Berlin var den første tyske oceanliner efter anden verdenskrig, hun gik på ruten mellem Bremerhaven og New York. Passagerartrafiken fik efterhånden mindre betydning, og rederiet lagde mere vægt på containertrafiken.
1970 fusionerede Norddeutscher Lloyd med Hapag (Hamburg-Amerikanische Packetfahrt-Actien-Gesellschaft) og dannede nutidens Hapag-Lloyd AG med hovedkontor i Hamburg.

## Eksterne links
- Wikimedia Commons har flere filer relateret til Norddeutscher Lloyd
- Oversigt over skibe drevet af NDL, schiffe-maxim.de
- Rederiets historie på hapag-lloyd.com

| Tyskland | Spire Denne artikel om et firma eller en virksomhed i Tyskland er en spire som bør udbygges. Du er velkommen til at hjælpe Wikipedia ved at udvide den. |